# Catalogus Plantarum Americae Septentrionalis
Catalogus Plantarum Americae Septentrionalis (abreviado Cat. Pl. Amer. Sept.) es un libro con ilustraciones y descripciones botánicas que fue escrito por el pastor luterano y botánico estadounidense Henry Ernest Muhlenberg y publicado en Lancaster en el año 1813 con el nombre de Catalogus Plantarum Americae Septentrionalis: huc usque cognitarum indigenarum et cicurum: or, A catalogue of the hitherto known native and naturalized plants of North America, arranged according to the sexual system of Linnaeus.